# 구와하라 야스유키
구와하라 야스유키(일본어: 桑原 楽之, 1942년 12월 22일 ~ 2017년 3월 1일)는 일본의 전 축구 선수로 현역 당시 포지션은 공격수였다.

## 클럽 경력
1942년 12월 22일 일본 히로시마현 히로시마시 출생으로 주오 대학 시절이던 1962년 일왕배 우승컵을 들어올렸고 이후 1965년 고향팀인 도요 공업에 입단하여 1972년 은퇴할 때까지 7년동안 한팀에서만 활동하며 94경기 53골로 일본 사커 리그 5회 우승(1965년, 1966년, 1967년, 1968년, 1970년) 및 1회 준우승(1969년), 일왕배 3회 우승(1965년, 1967년, 1969년) 및 2회 준우승(1966년, 1970년)의 성과를 거두며 1960년대말 산프레체 히로시마의 전성기를 이끌었다.

## 국가대표팀 경력
산프레체 히로시마 소속이던 1966년 아시안 게임 대표팀에 발탁되어 말레이시아와의 B조 조별리그 최종전에서 국제 A매치 데뷔전을 치러 팀의 동메달 획득의 교두보를 마련했고 이후 1968년 하계 올림픽에도 출전하여 팀의 올림픽 축구 역사상 첫 동메달 획득에 이바지했으며 이 덕에 2018년 일본 축구 명예의 전당에 헌액되었다. 
그리고 1970년 A매치 통산 12경기 5골의 기록을 남기고 은퇴했으며 2017년 3월 1일 자신의 고향인 히로시마에서 74세를 일기로 생을 마쳤다.

## 통계
| 일본 | 일본 | 일본 |
| 연도 | 출전 | 득점 |
| ---- | ---- | ---- |
| 1966 | 4    | 2    |
| 1967 | 1    | 1    |
| 1968 | 2    | 1    |
| 1969 | 4    | 1    |
| 1970 | 1    | 0    |
| 통산 | 12   | 5    |